# Bandits (Vlaamse boyband)
Bandits was een Vlaamse poprockband, bestaande uit zanger Jasper Publie (1996), bassist Thomas Van Achteren (1995), gitarist Tim Tielemans (1998), drummer Toon Smet (1997) en toetsenist Neil Akenzua (1993).

## Geschiedenis
De groep Bandits is voortgekomen uit de Gizonband ('gitaar zonder noten') met identieke bezetting; Publie, Tielemans en Van Achteren raakten bevriend op een gitaarschool en Publie leerde bij de preselecties van Eurosong for Kids in 2007 Smet kennen. De Gizonband was actief van 2007 tot de naamsverandering en speelde onder meer op Maanrock 2010, op het hoofdpodium. De nieuwe naam was bedoeld als woordspeling op 'band'; aanvankelijk zou de groep Bandit heten, maar er bestond al een band met die naam. De doelgroep van Bandits is vooral het jongere publiek. Fanatieke vrouwelijke fans noemen zich Bandita's, de mannelijke Bandito's.

### 2011
Het eerste grote optreden van Bandits in België was op Pennenzakkenrock. vtmKzoom zond een gelijknamig realitytelevisieprogramma uit over de band. Inmiddels brachten ze diverse singles uit: Stop!, Tweelingzus en 't Kan niet op. Op 23 november werd in Theadrôme te Wilrijk het album Bandits gepresenteerd.

### 2012
Bandits was een van de idolen waaraan een aflevering van de Ketnet-fansquiz I-fan werd gewijd. Op 18 januari won de groep een Anne Award voor "beste kids pop". Op 21 januari was de groep (met uitzondering van Van Achteren, die ziek was) opnieuw te gast in Ketnet King Size, alsook voltallig op 20 mei, en midden september, waarbij ze onthulden in een korte zomervakantie tussen de festivals in een amateurfilm te hebben gedraaid. In november 2012 stond Bandits ook op de affiche van de eerste editie van vtmKzoom Pop. Einde 2012 kwam de cover Come Alive van Netsky in de playlist.

### 2013
Op 19 april speelde Bandits in het Sportpaleis tijdens de Nekka-Nacht een uitvoering van Iedereen is van de wereld van de Nederlandse band The Scene, samen met Thé Lau.
De single Tijdbom haalde de downloadlijst van iTunes in Thailand en op 4 juli was Publie er te gast bij de muziekzender Channel V.
In de zomer speelde de groep op een aantal festivals in België, waaronder Gentse Feesten en Marktrock. Ook speelde de band voor het eerst in Nederland.
Op 1 november gaf Bandits een concert in de Antwerpse Lotto Arena, een tweeënhalf uur durende show met verscheidene gasten. Een ruime samenvatting van 45 minuten hiervan werd uitgezonden op OP12/KETNET.
In het weekend van 22 tot 24 november werd een tweede Bandits Fanweekend georganiseerd in Center Parcs De Vossemeren.

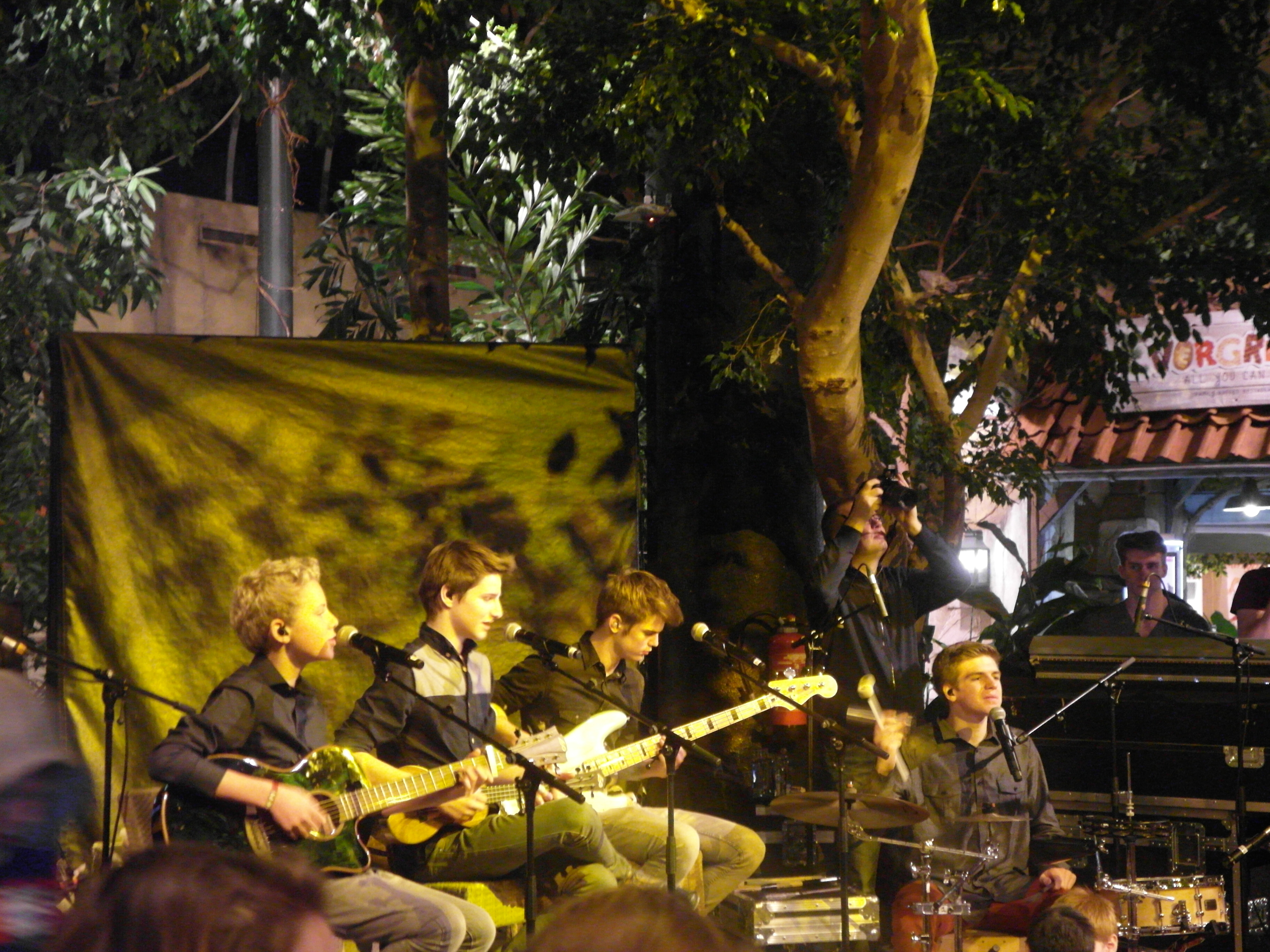
Bandits tijdens een akoestisch liveoptreden in het Grand Café van Center Parcs de Vossemeren

### 2014
In het voorjaar van 2014 deed Bandits mee aan Eurosong 2014, de Belgische preselectie voor het Eurovisiesongfestival. Op 16 februari plaatsten ze zich, met de meeste stemmen tijdens de callback, voor de halve finale. Daarin eindigden ze als tweede, wat hen recht gaf op deelname aan de finale. In die grote finale werden ze eveneens tweede, na Axel Hirsoux. Hun tweede plaats hadden ze vooral te danken aan telestemmen. Ze wonnen ook de Radio 2 Zomerhit award in de categorie "Beste doorbraak".

### 2015 - 2017
In het voorjaar van 2015 kwam Bandits met een theatertour Back to basics, waarin ze teruggingen naar de basis: simpel muziek spelen zonder al te veel poespas. Tijdens deze tour werden ook nummers gespeeld van hun album dat later dat jaar verscheen. Op 24 juni was de officiële releaseparty van hun tweede album Geval apart.
In 2016 kwamen de singles Unfold me en I'm coming uit. De band werd ondertussen uitgebreid met een vijfde groepslid, toetsenist Neil Akenzua.
In 2017 kondigden de leden van Bandits aan om een punt achter de groep te zetten. Ze gaven op 8 september van dat jaar een afscheidsconcert in De Zandloper in Wemmel.

## Discografie

### Albums
| Album met hitnotering(en) in de Vlaamse Ultratop 200 albums | Datum van verschijnen | Datum van binnenkomst | Hoogste positie | Aantal weken | Opmerkingen |
| ----------------------------------------------------------- | --------------------- | --------------------- | --------------- | ------------ | ----------- |
| Bandits                                                     | 2011                  | 03-12-2011            | 23              | 23           |             |
| Geval apart                                                 | 2015                  | 04-07-2015            | 19              | 12           |             |

### Singles
| Single met hitnotering(en) in de Vlaamse Ultratop 50 | Datum van verschijnen | Datum van binnenkomst | Hoogste positie | Aantal weken | Opmerkingen                    |
| ---------------------------------------------------- | --------------------- | --------------------- | --------------- | ------------ | ------------------------------ |
| Stop!                                                | 24-06-2011            | -                     | -               | -            |                                |
| Tweelingzus                                          | 26-09-2011            | -                     | -               | -            |                                |
| Tijdbom                                              | 29-03-2013            | -                     | -               | -            |                                |
| Onze nacht                                           | 07-10-2013            | 26-10-2013            | tip72           | -            |                                |
| One                                                  | 10-03-2014            | 15-03-2014            | 40              | 2            |                                |
| Voorbij                                              | 19-05-2014            | 31-05-2014            | tip25           | -            | Nr.4 in Radio 2 Vlaamse Top 10 |
| 't Ga wenen van komen                                | 29-05-2015            | 13-06-2015            | tip38           | -            | Nr.19 in Vlaamse Top 50        |
| Slapen zal ik niet laten                             | 28-09-2015            | 03-10-2015            | tip76           | -            | Nr.38 in Vlaamse Top 50        |
| No next time                                         | 15-01-2016            | 23-01-2016            | tip             | -            |                                |
| Unfold me                                            | 20-06-2016            | 02-07-2016            | tip29           | -            |                                |
| I'm coming                                           | 28-10-2016            | 12-11-2016            | tip18           | -            |                                |

## Roadie
- Publies vader was net als Smets vader vaste roadie van de band en demonstreerde zijn werk in het vtmKzoom-programma Beroep onder de loep.